# Кейт Дикамило
Кейт Дикамило (на английски: Kate Dicamillo) е американска писателка на произведения в жанра детска литература.

## Биография и творчество
Кейт Дикамило, с рождено име Катрина „Кейт“ Елизабет Дикамило, е родена на 25 март 1964 г. във Филаделфия, Пенсилвания, САЩ в семейството на ортодонта Адолф Дикамило и учителката Бети Лий. Има по-голям брат. От малка страда от хронична пневмония и, когато е петгодишна, семейството се мести в Клермонт, Флорида, където израства. Заради лошото си здраве често остава в къщи и чете много книги. След гимназията за кратко следва в Ролинс Колидж и в Университета на Централна Флорида.
После работи известно време в „Дисни Уърлд“. Продължава следването си в Университета на Флорида в Гейнсвил, който завършва с бакалавърска степен по английска филология през 1987 г.
След дипломирането си работи на различни работни места в Клермонт – в увеселителните паркове, в къмпинг и в оранжерия. През 1994 г. се премества в Минеаполис, където също работи на няколко места, преди да започне работа в „The Bookman“, в склад за книги и дистрибуция, накрая в секцията за детски книги.
Докато работи в склада, започва да пише в свободното си време. След 4 години се среща с писателката Луиз Ърдрич, а по-късно и с Джейн Ръш Томас, които я насърчават. Въпреки стотиците откази от издателствата не се отказва и успява да публикува няколко разказа за възрастни в списания. През 1998 г. получава писателска стипендия „Макнайт“, която ѝ позволява да се съсредоточи повече върху писането.
Първата ѝ книга „Because of Winn-Dixie“ (Заради Уин-Дикси), вдъхновена от носталгията по дома ѝ в много студена зима, е издадена през 2000 г. Тя е история за 10-годишното момиче Опал, което намира бездомно куче и го прибира у дома си. Книгата е много успешна сред критиката и по продажбите. Получава наградата „Жозет Франк“, наградата за детска книга „Дороти Канфийлд Фишър“, почетната награда за финалисти „Нюбъри“ и наградата „Марк Твен“. След нея напуска работата си и се посвещава на писателската си кариера. Книгата е екранизирана в едноименния филм с участието на Джеф Даниълс и Сисели Тайсън през 2005 г.
През 2003 г. е издадена книгата ѝ „The Tale of Despereaux“ (Приказката за Десперо). Пише я по молба на детето на неин приятел за история с „невероятен герой“. Дълбоко в подземията на кралство Дор, в което мишките и плъховете са забранени, се ражда малката мишка Десперо, която има несъразмерно големи уши. Тя започва да чете книги, вижда света по различен начин. Изгонена е от Мишколандия и заедно плъха Роскоро тръгва на пътешествие в света на хората. Книгата печели наградата за детска книга „Дороти Канфийлд Фишър“ и най-престижната награда за детска литература – медала „Нюбъри“. През 2008 г. книгата е екранизирана във анимационния филм „Легендата за Десперо“, а героите са озвучавани от Матю Бродерик, Дъстин Хофман и Ема Уотсън.
През 2006 г. е издадена книгата ѝ „The Miraculous Journey of Edward Tulane“ (Чудотворното пътуване на Едуард Тулейн). Герой в историята е самонадеяният китайски заек Едуард Тулейн, който живее при малката Абилин, но един ден се изгубва. Това дава началото на неговото пътешествие от океана до мрежа на рибар, от купчина боклук до огнище на лагер за скитници, от легло на болно дете до оживени улици на Мемфис, за да научи чрез тези събития, че може да обича. Книгата получава наградата на родителите.
През 2012 г. е издадена книгата ѝ „Flora and Ulysses“ (Флора и Юлесийс) – история за срещата на самоопределящата се като циничка Флора Бел Бъкман и катерицата Юлесийс. Книгата получава наградата „Гейзел“ на Американската библиотечна асоциация. За нея получава втори медал „Нюбъри“. Книгата е екранизирана в едноименния филм с участието на Матилда Лоулър и Алисън Ханигън през 2021 г.
Книгите ѝ „The Tiger Rising“ (Израстващият тигър) от 2001 г. и „The Magician's Elephant“ (Слонът на магьосника) от 2009 г. също са екренизирани във филми.
Освен романите си пише и няколко успешни поредици от книги. Първата ѝ поредица „Мърси Уотсън“, започната през 2005 г., проследява приключенията на буйното прасе, обичащо тостовете „Мърси Уотсън“.
В периода 2014 – 2015 г. писателката е определена за национален посланик за младежка литература към Библиотеката на Конгреса на САЩ. Получава медала „Реджина“ в знак на признание за цялостното ѝ творчество през 2019 г.
Кейт Дикамило живее в Минеаполис.

## Произведения

### Самостоятелни романи
- Because of Winn-Dixie (2000)[1][2][5]
- The Tiger Rising (2001)
- The Tale of Despereaux (2003) – медал „Нюбъри“
- The Miraculous Journey of Edward Tulane (2006)
- The Magician's Elephant (2009)
- Flora and Ulysses (2012) – медал „Нюбъри“
- The Beatryce Prophecy (2021)

### Серия „Мърси Уотсън“ (Mercy Watson)
1. Mercy Watson to the Rescue (2005)[1][2][5]
2. Mercy Watson Goes for a Ride (2006)
3. Mercy Watson Fights Crime (2006)
4. Princess in Disguise (2007)
5. Mercy Watson Thinks Like a Pig (2008)
6. Something Wonky This Way Comes (2009)
7. A Very Mercy Christmas (2022)

### Серия „Бинк и Голи“ (Bink and Gollie) – с Алисън Макги
1. Bink and Gollie (2010)[1][5]
2. Two for One (2012)
3. Best Friends Forever (2013)

### Серия „Истории от Декау Драйв“ (Tales from Deckawoo Drive)
1. Leroy Ninker Saddles Up (2014)[1][5]
2. Francine Poulet Meets the Ghost Raccoon (2015)
3. Where Are You Going, Baby Lincoln? (2016)
4. Eugenia Lincoln and the Unexpected Package (2017)
5. Stella Endicott and the Anything-Is-Possible Poem (2020)
6. Franklin Endicott and the Third Key (2021)

### Серия „Трите приятелки“ (Three Rancheros)
1. Raymie Nightingale (2016)[1][5]
2. Louisiana's Way Home (2018)
3. Beverly, Right Here (2019)

### Екранизации
- 2005 Заради Уин-Дикси, Because of Winn-Dixie
- 2008 The Tale of Despereaux – електронна игра
- 2008 Легендата за Десперо, The Tale of Despereaux[8]
- 2013 Bink & Gollie: Two for One – късометражен
- 2021 Флора и Юлесийс, Flora & Ulysses
- 2022 The Tiger Rising
- 2023 The Magician's Elephant